# مونته‌کریستو (سیگار برگ)
مونته‌کریستو (تلفظ اسپانیایی: [monteˈkɾisto]) نام مشهوری از سیگار برگ است. این سیگار نخست در کوبا تولید شد و بعدها سیگاری در جمهوری دومینیکن نیز با همین نام تولید شد. نوع کوبایی آن از پر فروش‌ترین سیگارهای برگ است.

## تاریخچه
در جولای 1935، آلونسو منندز کارخانه Particulares، سازندگان برند Particulares و کمتر شناخته شده بایرون را خریداری کرد. بلافاصله پس از کسب آن، او یک نام تجاری جدید به نام مونت کریستو ایجاد کرد.
نام این برند از رمان «کنت مونت کریستو» الهام گرفته شده است، رمانی نوشته الکساندر دوما ، که گفته می‌شود رمانی بسیار محبوب در میان تورکدورها در کارخانه‌شان بود. لوگوی مونته‌کریستو ، متشکل از یک مثلث از شش شمشیر در اطراف یک گل زنبق، توسط جان هانتر موریس و شرکت الکان (توزیع کننده بریتانیایی این برند) طراحی شده است.
در ژوئیه 1936، منندز شرکت جدیدی را با شریکی تأسیس کرد که آن را منندز، گارسیا و سیا نامید.
با موفقیت روزافزون برند مونته‌کریستو، این شرکت کارخانه اچ. آپمن را که توسط هرمان دیتریش آپمن در سال 1844 ایجاد شد، از جی. فرانکئو در سال 1937 خریداری کرد و تولید مونته‌کریستو را به آنجا منتقل کرد. جی. فرانکئو به عنوان تنها توزیع کننده نام تجاری اچ. آپمن در بریتانیا ادامه داد، در حالی که جان هانتر موریس و الکان شرکت با مسئولیت محدود تنها توزیع کننده مونته‌کریستو در بریتانیا بود. در سال 1963، این شرکت ها ادغام شدند و به "هانتر و فرانکئو" تبدیل شدند که امروزه تنها وارد کننده و توزیع کننده همه سیگارهای کوبایی در بریتانیا است.